# Physique de la matière condensée
La physique de la matière condensée est la branche de la physique qui étudie les propriétés microscopiques et macroscopiques de la matière dans un état dit « condensé ». Ce terme doit être entendu par opposition à d'autres états de la matière, plus dilués, tels que l’état gazeux et les plasmas, ou encore par opposition à l’étude des atomes ou molécules isolés ou peu nombreux. Son objet d’étude consiste donc principalement dans les solides, ce qui explique que cette branche de la physique a longtemps été désignée par le terme de « physique des solides ». Un état est dit condensé lorsque la corrélation spatiale des atomes ou molécules qui le constituent reste substantielle, même à grande distance, ce qui n'est pas le cas des gaz ou liquides. Les physiciens de la matière condensée utilisent les lois de la physique, en particulier la mécanique quantique, l'électromagnétisme et la physique statistique. Pour des raisons historiques et méthodologiques, le champ de la discipline est limité aux systèmes qui peuvent être étudiés à l'intérieur d'un laboratoire, ce qui exclut, par exemple, la matière la plus dense de l'univers observable, à savoir les étoiles à neutrons qui relèvent plutôt de l'astrophysique.
La physique de la matière condensée s’intéresse a une grande variété d’états : phase supraconductrice manifestée par certains matériaux à basse température, les phases ferromagnétique, antiferromagnétique et ferrimagnétique des spins sur un réseau cristallin d'atomes, les verres de spin et les liquides de spin. L'étude de la physique de la matière condensée implique des méthodes de physique théorique pour développer des modèles mathématiques qui aident à la compréhension de comportement physique.
La diversité des systèmes et phénomènes à étudier fait de ce domaine le champ le plus actif de la physique contemporaine : un tiers de tous les physiciens s'identifient comme physicien de la matière condensée, et la Division de la Physique de la Matière Condensée (Division of Condensed Matter Physics) est la plus grande division de la Société américaine de physique. Ce domaine recoupe celui de la chimie, de la science des matériaux, de la nanotechnologie ainsi que celui de la physique atomique et de la biophysique. La physique théorique de la matière condensée partage d'importants concepts et méthodes avec celle de la physique des particules et de la physique nucléaire : des outils similaires sont utilisés mais les échelles d’énergie de ces diverses branches de la physique sont très différentes. La physique de la matière condensée s’intéresse à des phénomènes de basse énergie. 
Plusieurs sujets en physique comme la cristallographie, la métallurgie, les déformations élastiques, le magnétisme, etc., étaient considérés comme des domaines distincts jusque dans les années 1940, lorsqu'ils furent regroupés sous l’appellation de physique du solide. Selon le physicien Philip Warren Anderson, le terme « matière condensée » fut inventé par Volker Heine et lui-même à l'occasion du changement de nom de leur groupe de recherche au Laboratoire Cavendish de Cambridge de Solid state theory à Theory of Condensed Matter en 1967. Ce nouveau nom était a leur sens plus inclusif, et n'excluait pas leur intérêt pour l'étude des liquides, de la matière nucléaire, etc.. Même si Anderson et Heine ont aidé à populariser le terme « matière condensée », ce dernier était déjà présent en Europe depuis quelques années, surtout sous la forme d'un journal publié par Springer-Verlag en anglais, français et allemand dont le titre était « Physics of Condensed Matter », lancé en 1963. Les questions de financement ainsi que la politique associée à la guerre froide des années 1960 et 1970 furent aussi des facteurs ayant mené quelques physiciens à préférer le nom « matière condensée », qui met mieux l'emphase sur les points communs des problèmes scientifiques rencontrés par les physiciens sur les solides, les liquides, les plasmas et d'autres matières complexes, alors que le terme « physique de l'état solide » était plus souvent associé aux applications industrielles des métaux et des semi-conducteurs. Les Laboratoires Bell furent parmi les premières institutions à produire de la recherche en physique de la matière condensée.